# Post-Minimalismus
Als Post-Minimalismus bezeichnet man in der Regel die Werke zeitgenössischer Komponisten, die „minimalistische Merkmale“ zwar besitzen, aber deren Verarbeitung wesentlich organischer ist.
Zum einen suchten einige dieser Komponisten noch eine stärkere Nähe zur Popmusik, während andere „minimalistische Muster“ mit der Tradition klassischer Konzertmusik verbanden. Der Post-Minimalismus entwickelte sich in den 1970er Jahren ausgehend von der „Minimal Music“. Seinen Höhepunkt fand er in den 1980er und 1990er Jahren.
Komponisten, deren Werke man als post-minimalistisch bezeichnet, sind John Adams, Louis Andriessen, Graham Fitkin, Michael Torke, Robert Moran, Gavin Bryars, Steve Martland, Julia Wolfe, David Lang oder Michael Gordon.
Eine zweite Generation der Postminimalisten, die auch als Totalismus bezeichnet wird, erhöhte die rhythmische Komplexität und brachte Elemente polyrhythmischer asiatischer und afrikanischer Musikrichtungen sowie der Rockmusik ein, ohne dabei die repetitive Arrangementstruktur zu verlassen. Dieser Strömung werden Komponisten wie Rhys Chatham, Glenn Branca, Kyle Gann, Mikel Rouse, Lois Vierk und John Luther Adams zugerechnet.
Die Bewegung des Postminimalismus wird oft als Teil der postmodernen Musik betrachtet.